# Honor Society
Eine Honor Society (dt. Ehrengesellschaft) ist eine Organisation zur Auszeichnung besonders guter Schüler und Studenten. Es gibt auch Honor Societies für US-Armeeangehörige und US-Pfadfinder. Bei den meisten Honor Societies kann man nur Mitglied auf Einladung hin werden, was meist einen hohen Notendurchschnitt und charakterliche Eignung voraussetzt.
Honor Societies sind vor allem in den Vereinigten Staaten verbreitet. Die 1925 gegründete US-Zertifizierungstelle The Association of College Honor Societies (ACHS) sorgt für einigermaßen einheitliche Strukturen. 61 Honor Societies sind 2013 zertifiziert. Die meisten dieser Organisationen haben einen aus zwei bis drei griechischen Buchstaben bestehenden Namen.
Eine der ältesten Honor Society der USA ist die 1776 gegründete Phi Beta Kappa, die nur sehr selektiv Mitglieder aufnimmt. Die Aufnahmebedingungen für die Honor Society Eta Kappa Nu der Elektroingenieure und Informatiker sind weniger streng, dient diese Organisation doch hauptsächlich der besseren Vernetzung (engl. Networking) ihrer Mitglieder und der Studentenförderung dieser Berufe. Juristen sind in Phi Delta Phi zusammengeschlossen.